# メーレー・ラースロー
メーレー・ラースロー（Mérő László、1949年12月11日 - ）は、ハンガリーの数学者, 心理学者、ゲームクリエイター, 

## 来歴
ハンガリーのブダペスト生まれ。 1968年にブダペストのエトヴェシュ・ロラーンド大学 に入学、1974年に数学者および心理学の学位を取った。

## 主な受賞歴
- 2019年 審査員一等賞 (Mondrian Blocks), 芦ケ原伸之ブパズルデザインコンペティション[2]

## 著書
- Ways of Thinking : The Limits of Rational Thought and Artificial Intelligence, 1990. ISBN 981-02-0266-0 （英語）
- Moral Calculations : Game Theory, Logic and Human Frailty, 1998, ISBN 0-387-98419-4) （英語）
- Rubik's Puzzles : The Ultimate Brain Teaser Book, 2000. ISBN 1-85868-790-X) （英語）
- Mérő, László. The Logic of Miracles, Yale University Press, New Haven, CT, 2018. （英語）